# Gran Premi d'Espanya del 1990
Resultats del Gran Premi d'Espanya de Fórmula 1 de la temporada 1990 disputat al circuit de Xerès el 30 de setembre del 1990.

## Classificació
| Pos | No | Pilot              | Equip                   | Voltes | Temps/ Retirada            | Pos. de sortida | Punts |
| --- | -- | ------------------ | ----------------------- | ------ | -------------------------- | --------------- | ----- |
| 1   | 1  | Alain Prost        | Ferrari                 | 73     | 1h 48' 01. 461             | 2               | 9     |
| 2   | 2  | Nigel Mansell      | Ferrari                 | 73     | + 22.064 s                 | 3               | 6     |
| 3   | 19 | Alessandro Nannini | Benetton - Ford         | 73     | + 34.874 s                 | 9               | 4     |
| 4   | 5  | Thierry Boutsen    | Williams - Renault      | 73     | + 43.296 s                 | 7               | 3     |
| 5   | 6  | Riccardo Patrese   | Williams - Renault      | 73     | + 57.530 s                 | 6               | 2     |
| 6   | 30 | Aguri Suzuki       | Larrousse - Lamborghini | 73     | + 1' 03.728 min.           | 15              | 1     |
| 7   | 25 | Nicola Larini      | Ligier - Ford           | 72     | + 1 Volta                  | 20              |       |
| 8   | 15 | Mauricio Gugelmin  | Leyton House - Judd     | 72     | + 1 Volta                  | 12              |       |
| 9   | 18 | Yannick Dalmas     | AGS - Ford              | 72     | + 1 Volta                  | 23              |       |
| 10  | 9  | Michele Alboreto   | Arrows - Ford           | 71     | + 2 Voltes                 | 25              |       |
| Ret | 11 | Derek Warwick      | Lotus - Lamborghini     | 63     | Caixa canvi                | 10              |       |
| Ret | 16 | Ivan Capelli       | Leyton House - Judd     | 59     | Probl. físics              | 19              |       |
| Ret | 28 | Gerhard Berger     | McLaren - Honda         | 56     | Col·lisió                  | 5               |       |
| Ret | 27 | Ayrton Senna       | McLaren - Honda         | 53     | Radiador                   | 1               |       |
| Ret | 20 | Nelson Piquet      | Benetton - Ford         | 47     | Bateria                    | 8               |       |
| Ret | 22 | Andrea de Cesaris  | Dallara - Ford          | 47     | Motor                      | 17              |       |
| Ret | 14 | Olivier Grouillard | Osella - Ford           | 45     | Rodes                      | 21              |       |
| Ret | 23 | Pierluigi Martini  | Minardi - Ford          | 41     | Virolla                    | 11              |       |
| Ret | 26 | Philippe Alliot    | Ligier - Ford           | 22     | Virolla                    | 13              |       |
| Ret | 29 | Éric Bernard       | Larrousse - Lamborghini | 20     | Caixa canvi                | 18              |       |
| Ret | 3  | Satoru Nakajima    | Tyrrell - Ford          | 13     | Virolla                    | 14              |       |
| Ret | 17 | Gabriele Tarquini  | AGS - Ford              | 5      | Motor                      | 22              |       |
| Ret | 8  | Stefano Modena     | Brabham - Judd          | 5      | Col·lisió                  | 24              |       |
| Ret | 4  | Jean Alesi         | Tyrrell - Ford          | 0      | Virolla                    | 4               |       |
| Ret | 21 | Emanuele Pirro     | Dallara - Ford          | 0      | Accelerador                | 16              |       |
| NVS | 12 | Martin Donnelly    | Lotus - Lamborghini     |        | Ferides per accident previ |                 |       |
| NVC | 7  | David Brabham      | Brabham - Judd          |        |                            |                 |       |
| NVC | 24 | Paolo Barilla      | Minardi - Ford          |        |                            |                 |       |
| NVC | 10 | Bernd Schneider    | Arrows - Ford           |        |                            |                 |       |
| NVC | 31 | Bertrand Gachot    | Coloni - Ford           |        |                            |                 |       |
| NVC | 33 | Roberto Moreno     | Euro Brun - Judd        |        |                            |                 |       |
| NVC | 34 | Claudio Langes     | Euro Brun - Judd        |        |                            |                 |       |
| NVC | 39 | Bruno Giacomelli   | Life                    |        |                            |                 |       |

## Altres
- Pole: Ayrton Senna 1' 18. 387

- Volta ràpida: Riccardo Patrese - 1' 24. 513 (a la volta 53)